# Samuel Miller Quincy
Samuel Miller Quincy (/ˈkwɪnzi/; 1832–1887) fut le 2e maire de la ville de Nouvelle-Orléans (du 5 mai 1865 au 8 juin 1865).
Il est le fils de Josiah Quincy, Jr., ancien maire de Boston, et le frère cadet de Josiah Phillips Quincy. Il est un lointain cousin du président John Quincy Adams.
Il est diplômé de l'université d'Harvard (1852), juriste, historien du droit et brigadier général de l'Union lors de la guerre de Sécession, au cours de laquelle il a été blessé, capturé, emprisonné et échangé.
Peu après la prise du Fort Sumter, Quincy est nommé capitaine dans le 2nd Massachusetts Volunteer Infantry Regiment le 25 mai 1861. Il est promu commandant le 22 octobre 1862, puis colonel le 18 janvier 1863. Il quitte le service actif des volontaires le 5 juin 1863 mais se réengage en tant que lieutenant-colonel du 73rd United States Colored Infantry Regiment à compter du 29 nombre 1863. Il est promu colonel à la tête du régiment le 29 mai 1864. Il est affecté brièvement en tant que maire de la Nouvelle-Orléans du 5 mai au 8 juin 1865.
Il est transféré au 96th US Colored Infantry Regiment le 27 septembre 1865. Il quitte le service actif des volontaires le 21 janvier 1866. Il devient colonel du 81st US Colored Infantry le lendemain. Il quitte définitivement le service actif des volontaires le 30 novembre 1866.
Le 21 février 1866, le président Andrew Johnson propose Quincy pour une nomination honorifique au brevet de brigadier général des volontaires  à compter du 13 mars 1865, pour bravoure et service méritoire pendant la guerre.  Le sénat confirme cette nomination le 18 mai 1866.
Il est membre de la commanderie du Massachusetts de l'« ordre militaire de la Loyal Legion ».
Le général Quincy meurt le 24 mars 1887.